# Sân bay Valladolid
Sân bay quốc tế Valladolid (IATA: VLL, ICAO: LEVD) là một sân bay nằm ở đô thị Villanubla, 10 km về phía tây bắc Valladolid, Tây Ban Nha.
Nhà ga mới được khánh thành năm 2000.
Thống kê số liệu lượt khách và lượt chuyến:
| Năm            | 2000    | 2001    | 2002    | 2003    | 2004    | 2005    | 2006    | 2007    |
| -------------- | ------- | ------- | ------- | ------- | ------- | ------- | ------- | ------- |
| Số lượt khách  | 207.000 | 195.000 | 205.000 | 232.000 | 442.000 | 445.000 | 458.000 | 512.929 |
| Số lượt chuyến | 8.,692  | 8.510   | 8.169   | 8.912   | 11.386  | 12.056  | 11.582  | 14.,093 |

## Các hãng hàng không và các tuyến bay
- Air Europa (Tenerife-South, Palma de Mallorca)
- Iberia
  - operated by Air Nostrum (Las Palmas, Palma de Mallorca)
- Ryanair (Barcelona, Lanzarote)
- Vueling (Barcelona)